# Fásy Ádám
Fásy Ádám (Gyoma, 1952. március 23. –) magyar műsorvezető, a Zeneexpressz (Fásy Mulató) tulajdonosa.

## Élete

### Gyermekkora
Gyöngyösi Blanka és Fásy (Fási) Ferenc gyermekeként látta meg a napvilágot 1952-ben, Gyomán. A középiskolát, üvegező tükörkészítő és csiszoló szakon Budapesten végezte.

### Vendéglátóipari karrierje
A középiskola elvégzése után a vendéglátással úgy ismerkedett meg, hogy felszolgáló lett Fonyódon. Ezzel nem elégedett meg, pár évvel később az üzletvezetői képesítést is megszerezte, majd szakácsnak tanult. 1993-ban felsőfokú vendéglátó menedzser diplomát szerzett. 
Az 1970-es évek elejétől egészen 1994-ig dolgozott a vendéglátásban. Volt felszolgáló, szakács, üzletvezető, igazgató és vezérigazgató. A fonyódi Delta étterem után a balatonfüredi Márka ételbárban dolgozott. A szeghalmi Puszta Csárdában, majd a körösladányi Vén Márkus vendéglőben üzletvezető-helyettes volt. Innen került 1983-ban Dévaványára, ahol egy éven át a Vadkacsa vendéglőt vezette. 1984–1988 között Gyulán az Aranykereszt Hotel igazgatója lett. 1989-ben gasztronómiai tanulmányúton vett részt, és ennek keretében Európában járt. 1990–1991-ben magánvendéglőket nyitott: Békéscsabán a Bella Itáliát, Gyulán a Blanka éttermet és az Anita sörözőt. Ezt követően Békés megye legnagyobb szállodáját, a Fiume Hotelt irányította 1994-ig.
Az éttermek, szállodák után hirtelen váltással a magyar játékkaszinólánc, a Casinos Hungary délkelet-európai regionális vezérigazgató-helyettesének nevezték ki. Ezt a tisztet hat éven át (1994–2000 között) töltötte be.

### Médiasikerek
Az 1990-es évek elejétől a vendéglátás helyett egyre jobban a média felé fordult. 1991-ben a Miss Universe Hungary, a Miss Europe Hungary és a Miss Intercontinental Hungary licencek tulajdonosa lett, majd 1995-ben csatlakozott ezekhez a Miss World Hungary. A szépségiparban 2006-ig volt aktívan jelen. Műsorvezetőként és egy zenei műsor házigazdájaként is debütált: 1998-tól 2005-ig az emberközelben című tévéműsor szerkesztője és műsorvezetője volt, 1999-től a Magyar ATV-n futó Fásy Mulató – Zeneexpressz műsor tulajdonosa és műsorvezetője, amiben több alkalommal, de annál kevesebb sikerrel megpróbálkozott az énekléssel is.

### Magánélete
Felesége Gurzó Mária. Kapcsolatuk 1991-ben kezdődött. 
Fia, Viktor 18 évesen thymomában halt meg. Lányuk 1998. február 11-én született Budapesten.

### Elismerések, szakmai tagságok
- 1998-tól 2010-ig a Kereskedők és Vendéglátósok Országos Szövetségének társelnöke
- 2011-től a Bio-Agrár Kultúra Egyesület nagykövete
- 2011-től a Pálinka Lovagrend tagja
- 2003 óta a Magyar Ökölvívó Szövetség elnökségi tagja

#### Díjai
- 1996: Bárczy Gusztáv-díj
- 1998: Az év mecénása díj
- 2000: A világ legjobb karitatív szervezete díj
- 2011: Magyar Jótékonysági Díj
- 2024: Magyar Érdemrend lovagkereszt polgári tagozat [5]

## Kiadványok
- Miss Universe Hungary [havilap]; főszerk. Fásy Ádám; Új-Kelet-Média Kft., Nyíregyháza, 1999-2001
- Miss & lady. Kisasszonyoknak, hölgyeknek [havilap]; lapalapító-főszerk. Fásy Ádám; E&M 2000 Kft., Bp., 2001
- Királynők fogságában. Szex, hatalom, nők; Duna International, Bp., 2011 + CD